# Destin Daniel Cretton
Destin Daniel Cretton (Haiku, 23 de noviembre de 1978) es un cineasta, guionista y productor de cine estadounidense, reconocido principalmente por sus colaboraciones con Brie Larson en las películas Short Term 12 (2013), The Glass Castle (2017) y Just Mercy (2019). También es el director de la película de Marvel Studios Shang-Chi y la leyenda de los Diez Anillos.

## Biografía
Cretton nació en 1978 en Haiku, Hawái en la isla de Maui, hijo de Janice Harue Cretton, una peluquera estadounidense de origen japonés, y Daniel Cretton, de ascendencia irlandesa y eslovaca, que trabajaba para el departamento de bomberos. Fue educado en casa por su madre cristiana. Vivió en Haiku en una casa de dos habitaciones con sus cinco hermanos, hasta que cumplió 19 años. Se mudó a San Diego, California para asistir a la Point Loma Nazarene University, donde se especializó en comunicaciones. Después de graduarse, Cretton trabajó durante dos años como miembro del personal en un hogar grupal para adolescentes en riesgo.
Realizó cortometrajes como hobby, que se desarrolló como un camino vocacional. Asistió y se graduó de la escuela de cine de la San Diego State University.

## Filmografía

### Cine
| 2012 | I Am Not a Hipster                         | Sí | Sí | Sí | También editor |
| 2013 | Short Term 12                              | Sí | Sí |    |                |
| 2017 | The Glass Castle                           | Sí | Sí |    |                |
| 2019 | Just Mercy                                 | Sí | Sí |    |                |
| 2021 | Shang-Chi y la leyenda de los Diez Anillos | Sí | Sí |    |                |
| 2026 | Spider-Man: Brand New Day                  | Sí | Sí |    |                |

### Televisión
| Año     | Título                | Director | Productor ejecutivo | Notas                      |
| ------- | --------------------- | -------- | ------------------- | -------------------------- |
| 2022–24 | Tokyo Vice            | No       | Sí                  |                            |
| 2023    | American Born Chinese | Sí       | Sí                  | 2 episodios                |
| 2025    | Wonder Man            | Sí       | Sí                  | Posproducción; 2 episodios |